# 134130 Apáczai
134130 Apáczai este un asteroid din centura principală, descoperit pe 3 ianuarie 2005, de Krisztián Sárneczky.